# Antonio Tauriello
Antonio Luis Tauriello (* 20. März 1931 in Buenos Aires; † 20. April 2011 ebenda) war ein argentinischer Komponist, Dirigent und Pianist.
Tauriello studierte Klavier bei Walter Gieseking und Raúl Seivak und Komposition bei Alberto Ginastera. Er leitete Ensembles für zeitgenössische Musik, dirigierte Konzerte und Opernaufführungen am Teatro Colón, zu dessen cuerpo de maestros internos er von 1957 bis 1993 gehörte, und trat als Dirigent in den USA auf. 1951 wurde sein erstes Werk, die Obertura Sinfónica unter Leitung von Washington Castro uraufgeführt.
Von 1969 bis 1972 leitete Tauriello den Fachbereich Oper der Juilliard School of Music in New York. Daneben leitete er das Washington Symphony Orchestra bei den Inter-American Music Festivals. Von 1972 bis 1985 war er stellvertretender musikalischer Leiter der Lyric Opera of Chicago.
Als Komponist zählt Tauriello zur lateinamerikanischen Avantgarde. Er komponierte Opern, Orchesterwerke und Kammermusik in unterschiedlicher Besetzung.
Die Fundacion Konex verlieh ihm 1989 und 1999 ein Ehrendiplom als Komponist. 1994 erhielt er den Gran Premio a la Cultura. 2004 verlieh ihm der Senado de la Nación Argentina ein Ehrendiplom für seine Verdienste um die Kultur. Er war Mitglied der Academia Nacional de Bellas Artes.

## Werke
- Transparencies (1965)
- Serenata II (1967)
- Concerto for Piano and Orchestra (1968)
- Ilinx für Klarinette und Orchester (1968)
- Mansión de Tlaloc (1970)
- Las Guerras Picrocholinas, Oper nach François Rabelais’ Gargantua und Pantagruel (1970)